# 国立屏東高級中学
国立屏東高級中学(こくりつへいとうこうきゅうちゅうがく)は、屏東市に位置する国立高級中学。略称は「屏中」。
日本統治時代の1938年に開校。しかし校舎は簡素な作りであり、生徒も8割は日本人であった。戦後も日本とはつながりがあり、2006年には生徒が長野県の犀峡高校を訪れ、化石クリーニング、おやき作り、カヌーなどで交流した。2014年には生徒が霧島市を訪れ、そば打ちを体験した。

## 出身者
- 王溢正[4]
- 蘇嘉全
- 蘇貞昌
- 李傑
- スティーブ・チャン